# Molophilus (Molophilus) lindsayi oliveri
Molophilus (Molophilus) lindsayi oliveri is een ondersoort van de tweevleugelige Molophilus (Molophilus) lindsayi uit de familie steltmuggen (Limoniidae). De ondersoort komt voor in het Australaziatisch gebied.